# De wonderlijkste liefdesgeschiedenis ter wereld
De wonderlijkste liefdesgeschiedenis ter wereld is een hoorspel van Peter Hirche. Die seltsamste Liebesgeschichte der Welt werd op 10 mei 1953 door de Nordwestdeutscher Rundfunk uitgezonden. Jeanne Verstraete vertaalde het en onder de regie van Léon Povel werd het door de KRO in het Avondtheater op vrijdag 12 oktober 1962 uitgezonden. Het duurde 45 minuten.

## Rolbezetting
- Jules Croiset (de man)
- Jeanne Verstraete (de vrouw)

## Inhoud
Twee mensen, zij en hij, spreken met elkaar. Ze hebben elkaar nooit gezien en zullen elkaar waarschijnlijk nooit zien. Mogelijkerwijze is de ene slechts het wensbeeld van de andere, hoe reëel ze ook lijken te zijn. Ze leven in zeer verschillende sociale kringen. Hij is een arbeider, leeft alleen met een schildpad, rijdt met de tram naar zijn werk, verliest aan het einde zijn betrekking. Zij daarentegen, verwend en - zoals hij vermoedt - vaak verveeld, komt uit een rijke familie, heeft vrienden die haar ‘t hof maken. Ze zit op het einde in het vliegtuig, op huwelijksreis. Larry, met wie ze getrouwd is, vertoont bepaalde gelijkenissen met hem, maar Larry is rijk en "ten slotte slechts een surrogaat" voor hem. Ze zal dus voortduren, deze wonderlijkste liefdesgeschiedenis ter wereld…